# Lunel-Viel
Lunel-Viel (okzitanisch Lunèl Vièlh) ist eine französische Gemeinde mit 4.497 Einwohnern (Stand: 1. Januar 2022) im Département Hérault in der Region Okzitanien. Sie gehört zum Arrondissement Montpellier und ist Mitglied im Gemeindeverband Lunel Agglo. Die Einwohner werden Lunelviellois und Lunelvielloises genannt.

## Geografie

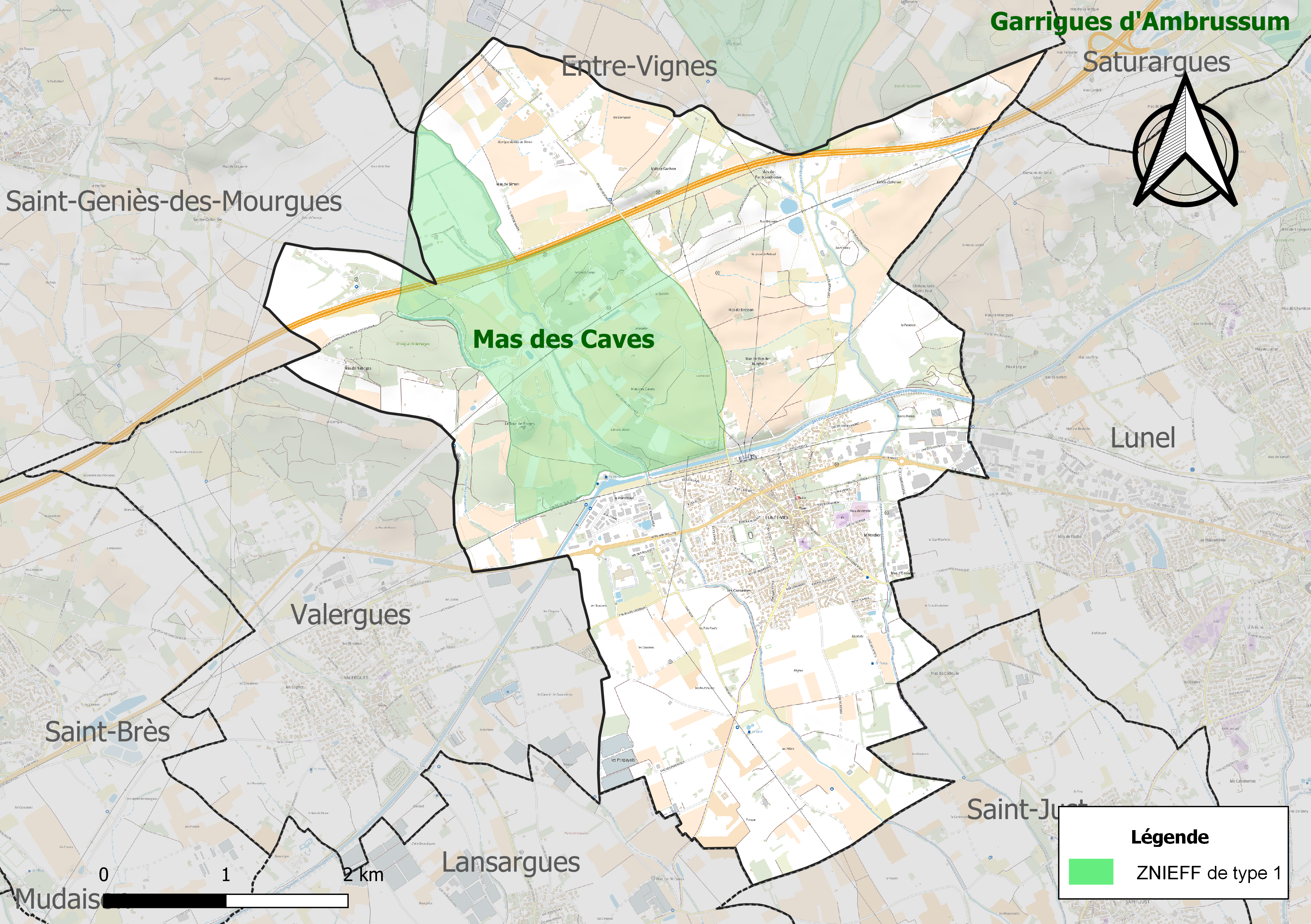
ZNIEFF-Naturzone in Lunel-Viel

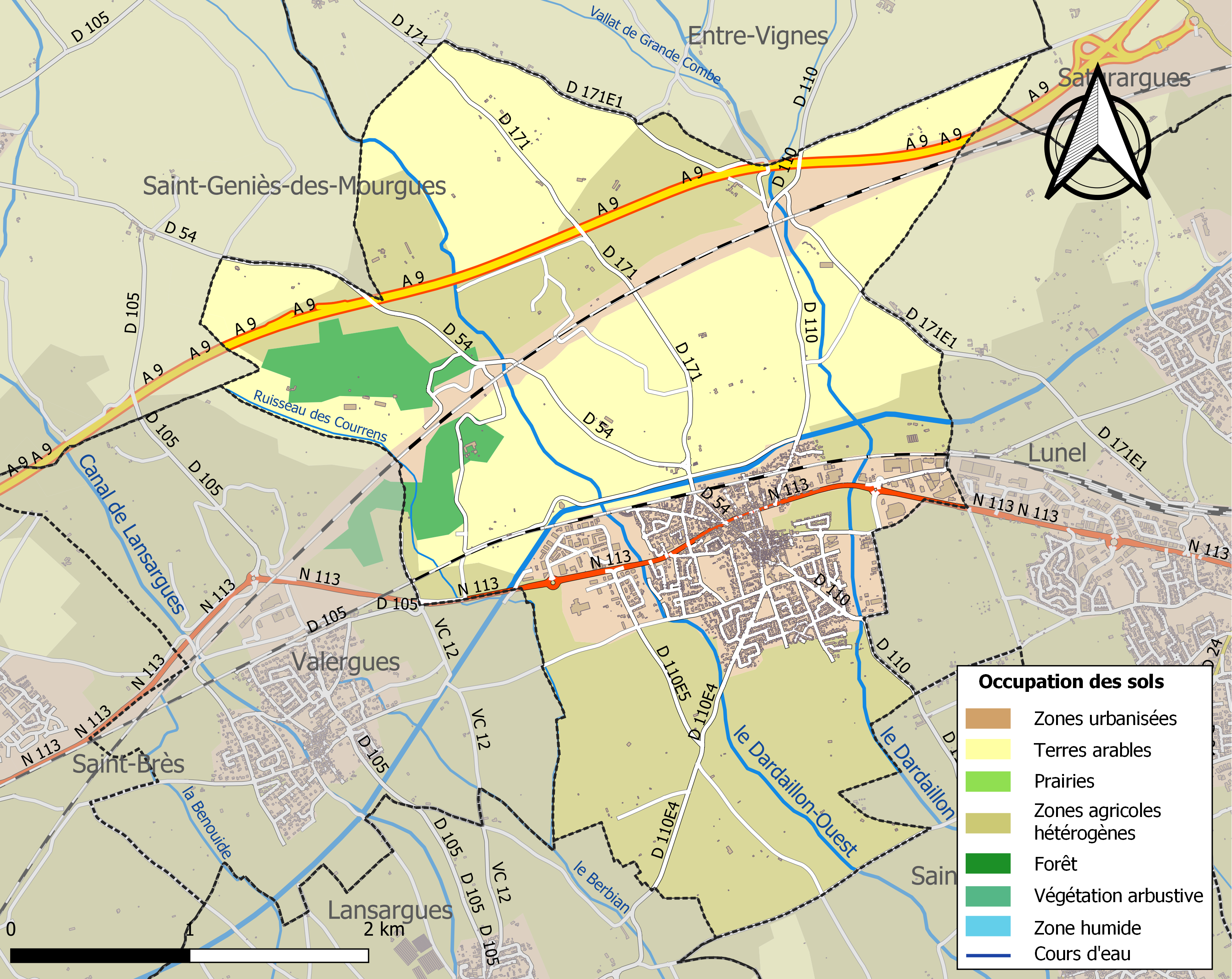
Bodennutzung, Hydrografie und Infrastruktur der Gemeinde (2018)

Lunel-Viel liegt am östlichen Rand des Départements, etwa 18 Kilometer nordöstlich von Montpellier und etwa 28 Kilometer südwestlich von Nîmes. Der Vidourle begrenzt die Gemeinde im Nordosten. Die Gemeinde wird durchquert vom Canal du Bas-Rhône Languedoc, der zur Bewässerung des Landstrichs dient, von den Flüssen Dardaillon, Dardaillon-Ouest und zwei weiteren kleineren Fließgewässern.
Das Gebiet von Lunel-Viel ist Teil der ZNIEFF-Naturzone „Mas des Caves“ (910030364). Über drei Viertel der Fläche der Gemeinde werden landwirtschaftlich genutzt, etwa 9 % ist bebautes Gelände, nur etwa 4 % sind bewaldet.
Umgeben wird Lunel-Viel von den Nachbargemeinden
- Entre-Vignes mit Saint-Christol und Vérargues im Norden,
- Saturargues im Nordosten,
- Lunel im Osten,
- Saint-Just im Südosten,
- Lansargues im Südwesten,
- Valergues im Westen,
- Saint-Geniès-des-Mourgues im Nordwesten.

## Bevölkerungsentwicklung
| Lunel-Viel: Einwohnerzahlen von 1793 bis 2020                                                                              | Lunel-Viel: Einwohnerzahlen von 1793 bis 2020 | Lunel-Viel: Einwohnerzahlen von 1793 bis 2020 | Lunel-Viel: Einwohnerzahlen von 1793 bis 2020 | Lunel-Viel: Einwohnerzahlen von 1793 bis 2020 |
| --- | --------------------------------------------- | --------------------------------------------- | --------------------------------------------- | --------------------------------------------- |
| Jahr |                                               |                                               |                                               | Einwohner                                     |
| 1793 | 1793                                          |                                               | 561                                           | 561                                           |
| 1800 | 1800                                          |                                               | 576                                           | 576                                           |
| 1806 | 1806                                          |                                               | 563                                           | 563                                           |
| 1821 | 1821                                          |                                               | 660                                           | 660                                           |
| 1831 | 1831                                          |                                               | 837                                           | 837                                           |
| 1836 | 1836                                          |                                               | 831                                           | 831                                           |
| 1841 | 1841                                          |                                               | 836                                           | 836                                           |
| 1846 | 1846                                          |                                               | 900                                           | 900                                           |
| 1851 | 1851                                          |                                               | 888                                           | 888                                           |
| 1856 | 1856                                          |                                               | 880                                           | 880                                           |
| 1861 | 1861                                          |                                               | 956                                           | 956                                           |
| 1866 | 1866                                          |                                               | 1.029                                         | 1.029                                         |
| 1872 | 1872                                          |                                               | 1.090                                         | 1.090                                         |
| 1876 | 1876                                          |                                               | 983                                           | 983                                           |
| 1881 | 1881                                          |                                               | 930                                           | 930                                           |
| 1886 | 1886                                          |                                               | 919                                           | 919                                           |
| 1891 | 1891                                          |                                               | 1.026                                         | 1.026                                         |
| 1896 | 1896                                          |                                               | 1.130                                         | 1.130                                         |
| 1901 | 1901                                          |                                               | 1.232                                         | 1.232                                         |
| 1906 | 1906                                          |                                               | 1.209                                         | 1.209                                         |
| 1911 | 1911                                          |                                               | 1.220                                         | 1.220                                         |
| 1921 | 1921                                          |                                               | 1.215                                         | 1.215                                         |
| 1926 | 1926                                          |                                               | 1.280                                         | 1.280                                         |
| 1931 | 1931                                          |                                               | 1.319                                         | 1.319                                         |
| 1936 | 1936                                          |                                               | 1.202                                         | 1.202                                         |
| 1946 | 1946                                          |                                               | 1.118                                         | 1.118                                         |
| 1954 | 1954                                          |                                               | 1.144                                         | 1.144                                         |
| 1962 | 1962                                          |                                               | 1.210                                         | 1.210                                         |
| 1968 | 1968                                          |                                               | 1.418                                         | 1.418                                         |
| 1975 | 1975                                          |                                               | 1.331                                         | 1.331                                         |
| 1982 | 1982                                          |                                               | 1.673                                         | 1.673                                         |
| 1990 | 1990                                          |                                               | 2.301                                         | 2.301                                         |
| 1999 | 1999                                          |                                               | 3.174                                         | 3.174                                         |
| 2006 | 2006                                          |                                               | 3.484                                         | 3.484                                         |
| 2013 | 2013                                          |                                               | 3.769                                         | 3.769                                         |
| 2020 | 2020                                          |                                               | 4.484                                         | 4.484                                         |
| Quelle(n): EHESS/Cassini bis 1999, INSEE ab 2006 Anmerkung(en): Ab 1962 offizielle Zahlen ohne Einwohner mit Zweitwohnsitz |                                               |                                               |                                               |                                               |

## Sehenswürdigkeiten
- Grotten Mas des Caves, prähistorischer Wohnplatz von Neandertalern
- Kirche Saint-Vincent aus dem 15. Jahrhundert, Glocke als Monument historique klassifiziert
- Schloss Lunel-Viel aus dem 12. Jahrhundert, Umbauten im 19. Jahrhundert, Die Orangerie ist seit 1990 als Monument historique eingeschrieben
- Farges-Turm aus dem 16. Jahrhundert

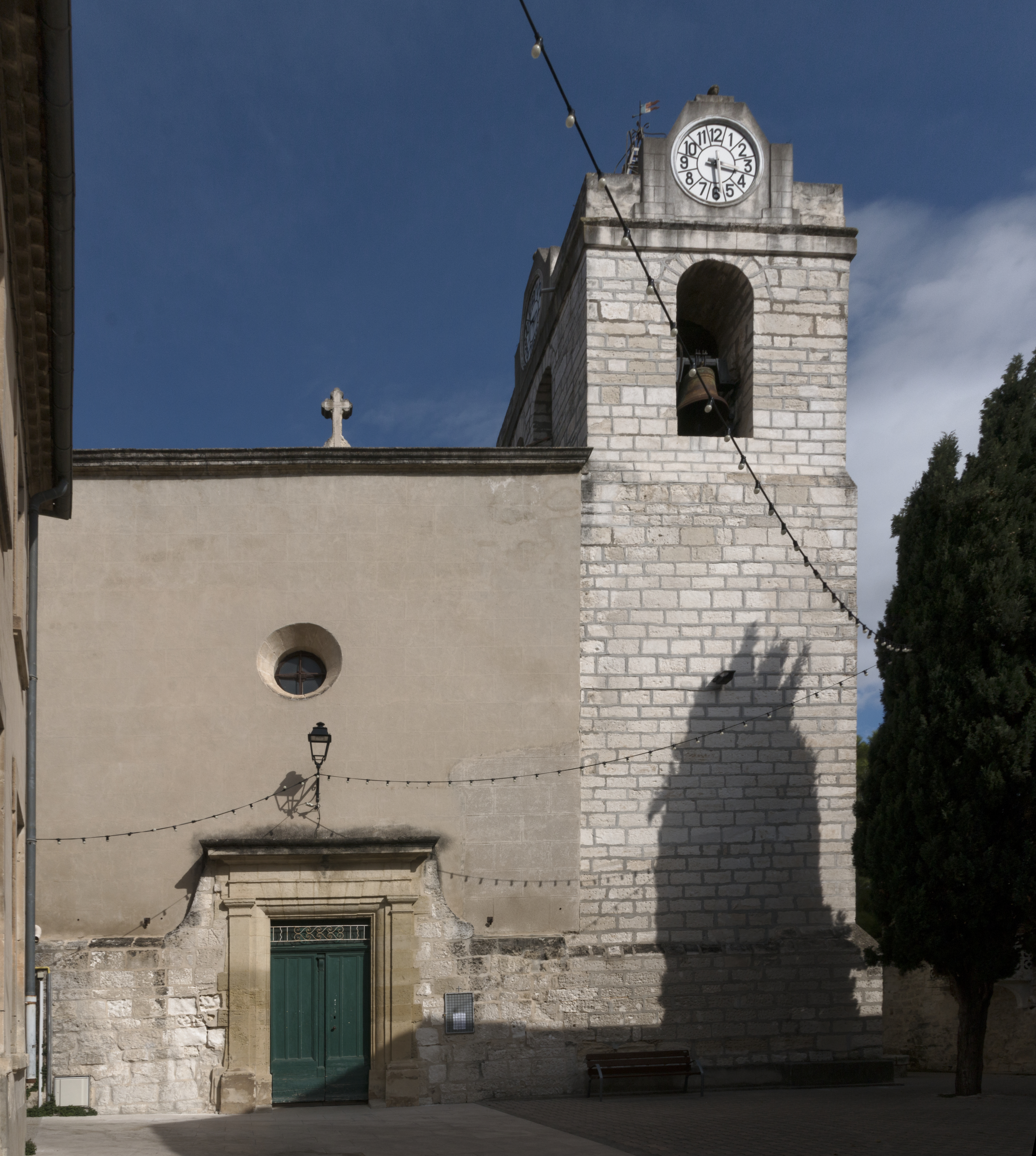
Kirche Saint-Vincent
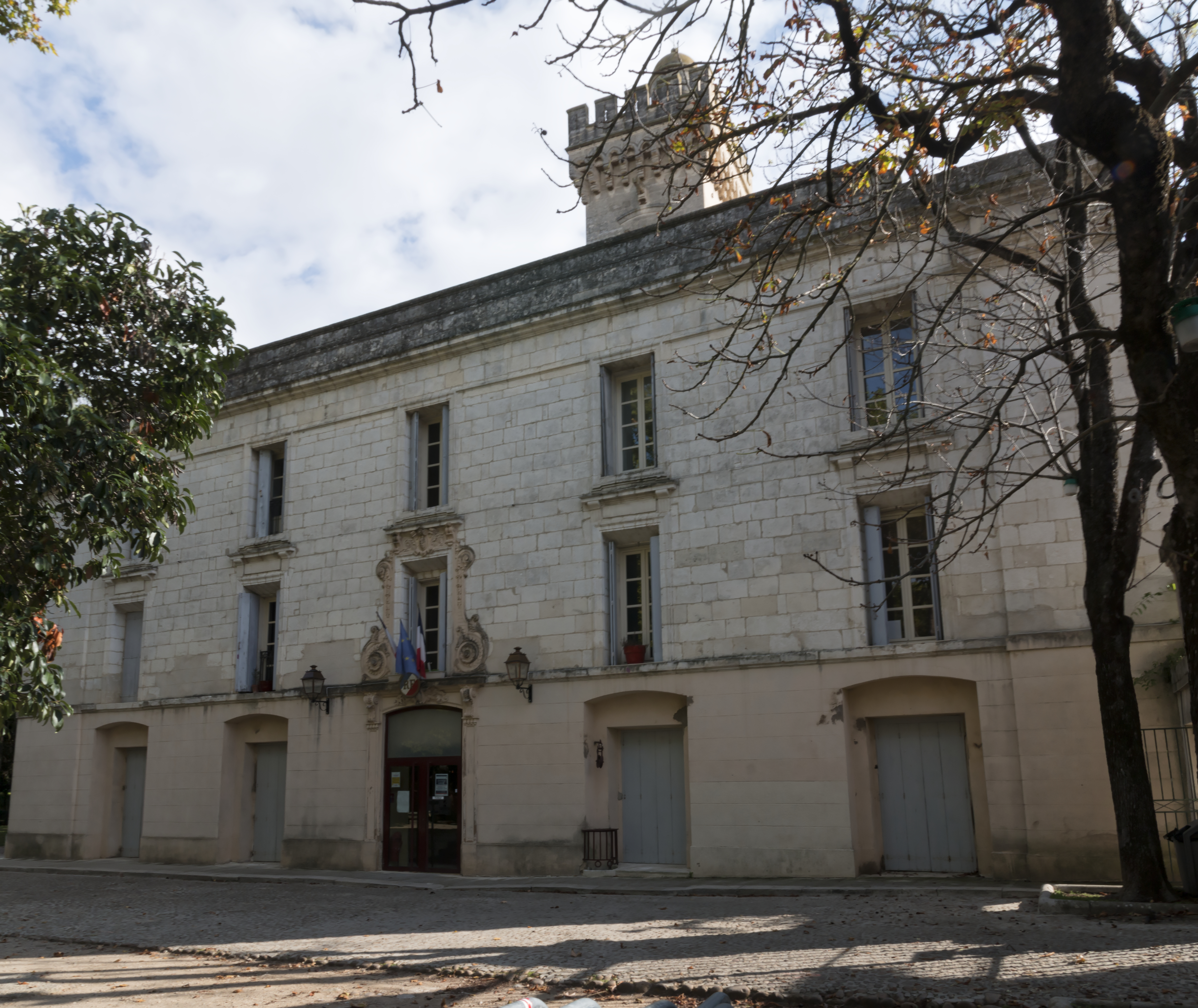
Schloss Lunel-Viel, Nordfassade
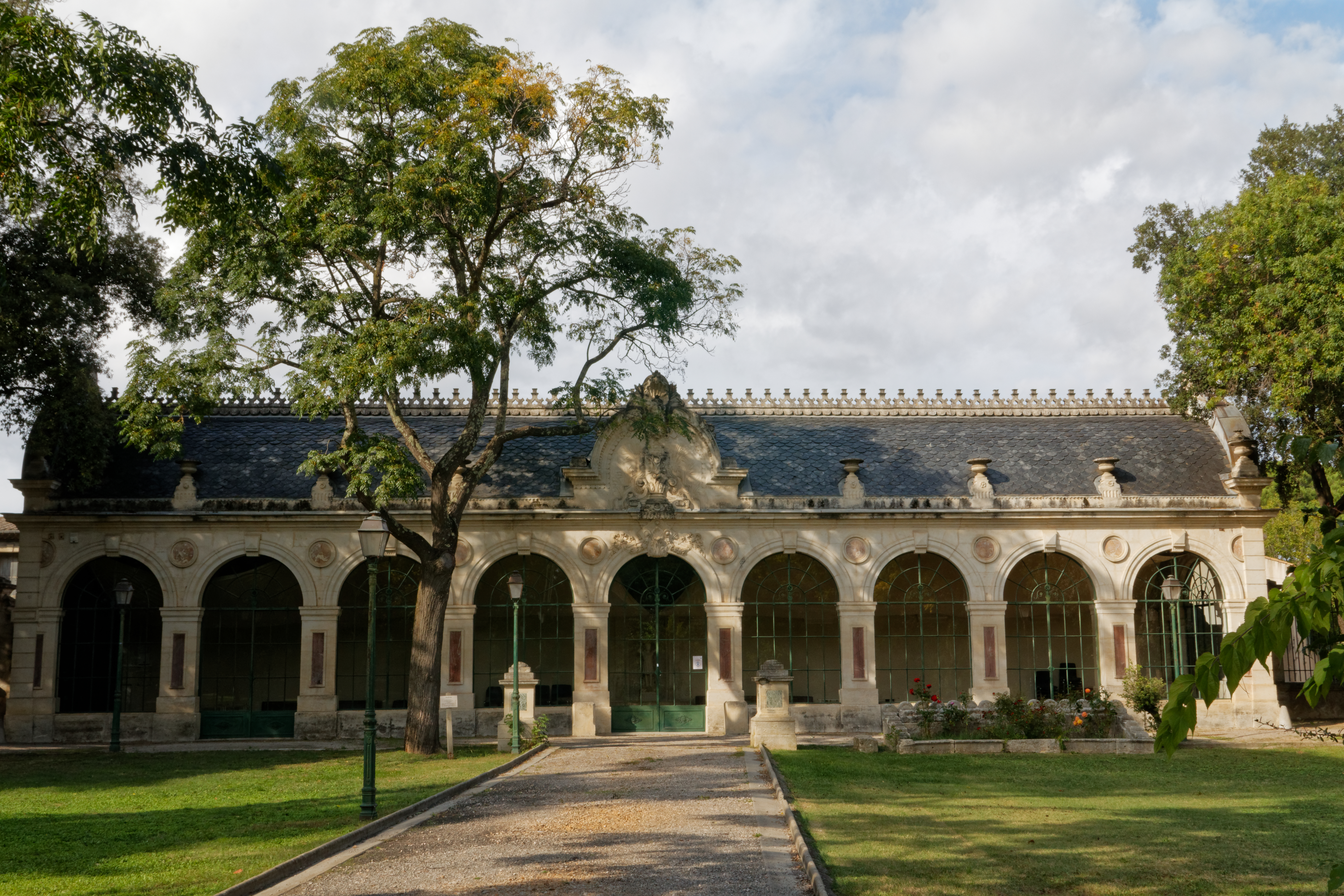
Orangerie
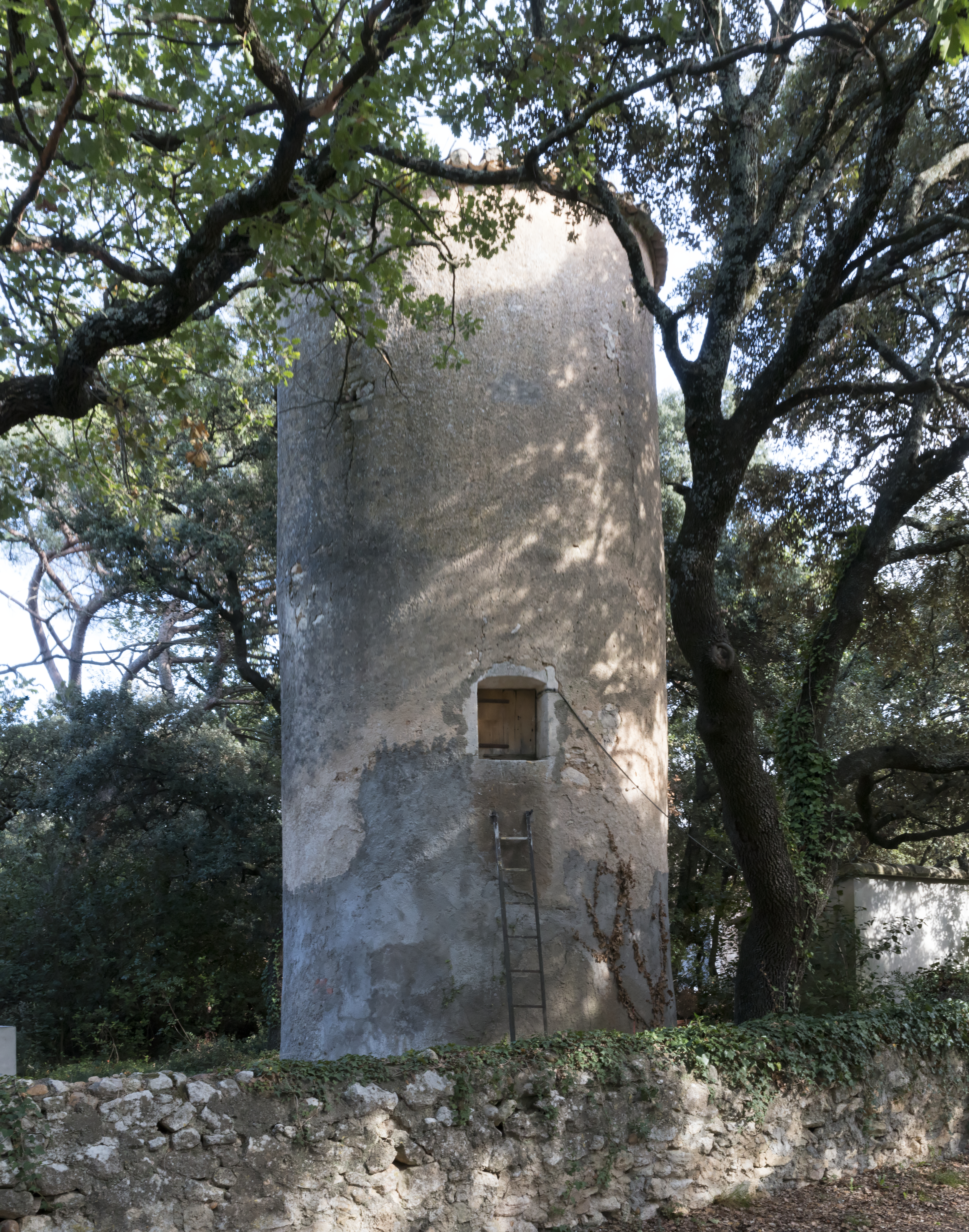
Farges-Turm
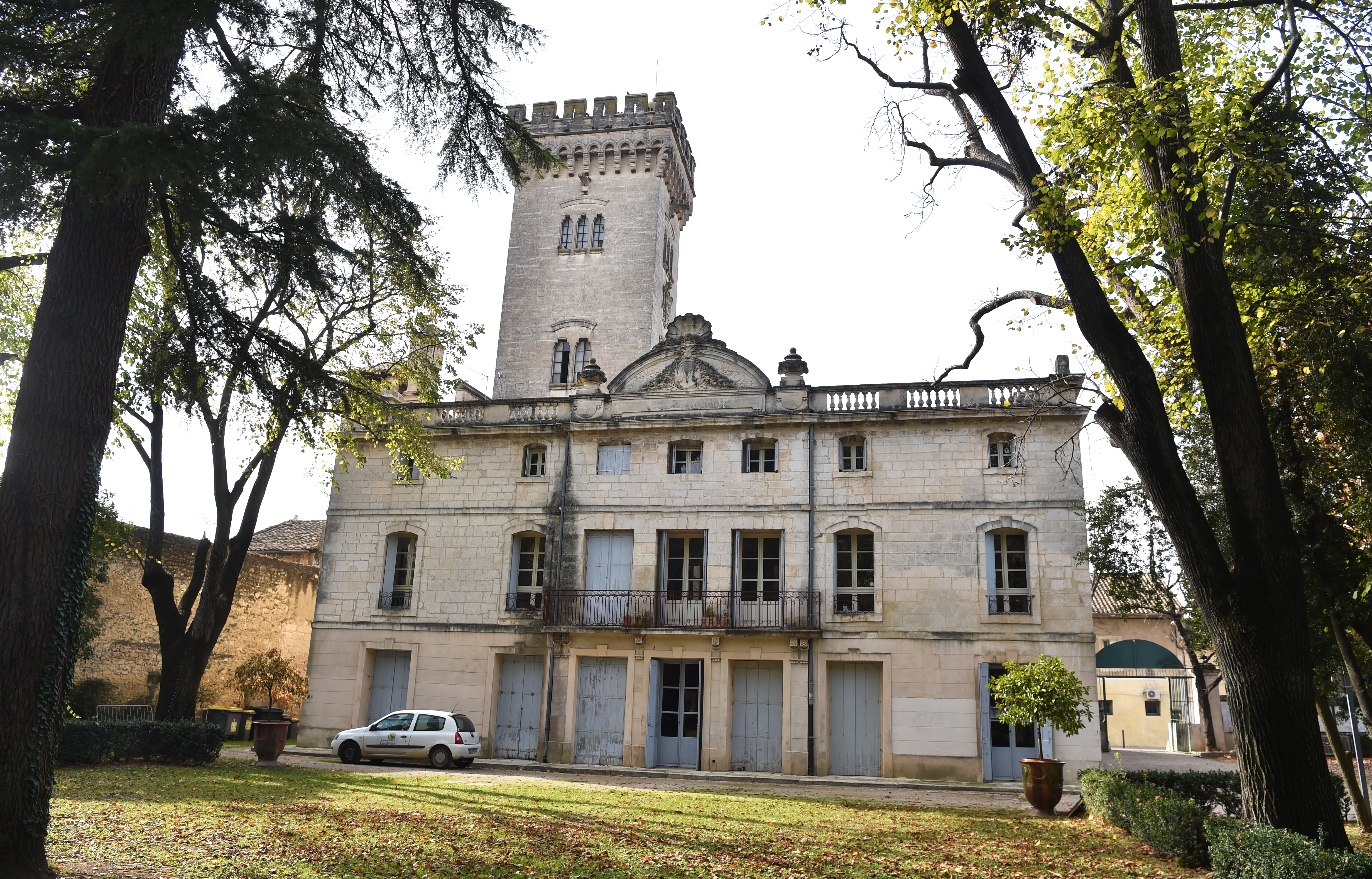
Hôtel de ville (Rathaus)

## Wirtschaft
Lunel liegt in den Zonen AOC
- der Weine mit den Appellationen
  - Languedoc blanc, rosé und rouge,
  - Languedoc Grès de Montpellier,

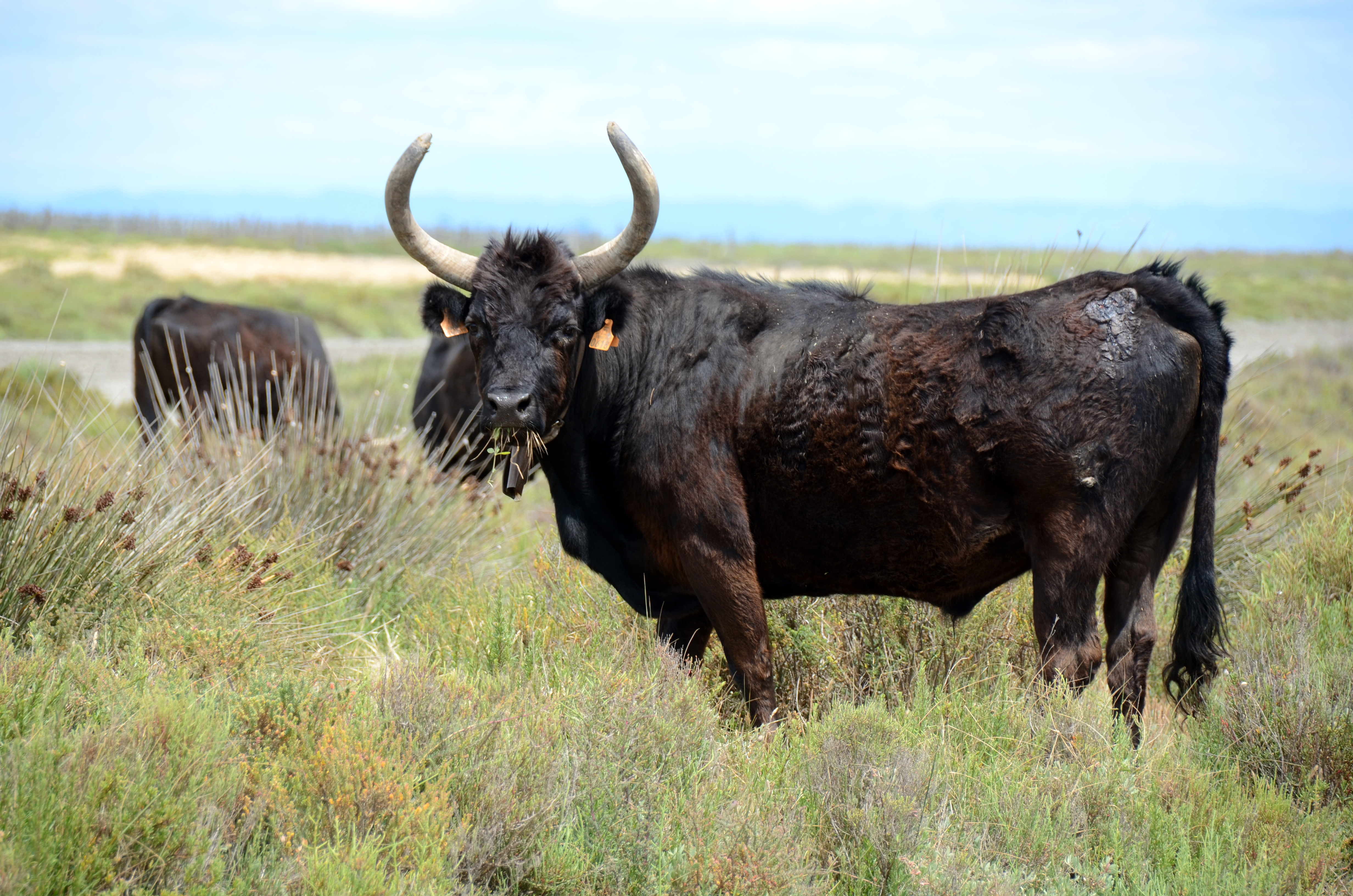
Camargue-Rind

  - Languedoc primeur oder nouveau rosé und rouge,
- des Muscat de Lunel, eines Süßweins,
- der Olive de Nîmes und des entsprechenden Olivenöls und
- des Fleischs des Camargue-Rinds.[7]

## Verkehr
Lunel-Viel hat einen Haltepunkt an der Bahnstrecke Tarascon–Sète-Ville. Züge einer Linie des Regionalverkehrs verbinden die Gemeinde werktags bei einzelnen Abfahrten mit Avignon und Narbonne über Montpellier. Die Schnellfahrstrecke Contournement de Nîmes et Montpellier durchquert ebenfalls das Gebiet der Gemeinde, aber ohne Haltepunkt.
Im Norden durchquert die Autoroute A 9 („La Languedocienne“) von Orange zur spanischen Grenze südlich von Perpignan das Gemeindegebiet ohne Anschlussstelle. Durch Lunel-Viel führt die Nationalstraße N 113 von Marseille nach Bordeaux. Eine Buslinie der regionalen Transportgesellschaft liO verbindet die Gemeinde mit Marsillargues und Castelnau-le-Lez mit dortigem Anschluss an das Straßenbahnnetz von Montpellier.

## Persönlichkeiten
- Bernard de Montaut-Manse (1893–1958), Jurist, Gardian und Dichter
- Georges Rouquier (1909–1989), französischer Schauspieler, Drehbuchautor und Regisseur, geboren in Lunel-Viel